# 堺勝朗
堺 勝朗（さかい かつろう、1930年3月27日 - 2012年12月10日）は、日本の元俳優、元映画監督である。初期には本名の坂井 勝利（さかい かつとし）で活動した時代もある。坂井 勝朗、堺 克郎といった表記も初期にはあった。軽演劇と独立系成人映画における喜劇俳優として知られる。

## 人物・来歴

### 教育映画から軽演劇の時代
1930年（昭和5年）3月27日、埼玉県北足立郡川口町（現在の同県川口市）に生まれる。堺が3歳を迎えた1933年（昭和8年）4月1日に同地域は川口市になった。幼少時に両親と死別し、『ザ・ロケーション』の津田一郎によれば、堺は「強い姉に育てられた」と述懐したという。
第二次世界大戦中の1942年（昭和17年）4月、旧制・川口市立川口中学校（1951年県に移管されて埼玉県立川口高等学校）に進学したが、中途退学した。終戦後は、同市での古くからの地場産業である鋳物工場の職工になり、その後、各種の職を転々とした。その傍ら、自由音楽院声楽科、次いで国際綜合芸術院映画科に学ぶ。
1951年（昭和26年）4月1日に創立した東映が製作、同年7月27日に公開した『吾子と唄わん』（監督野村浩将）に出演しているという。1956年（昭和31年）3月8日に公開された『警視庁物語 魔の最終列車』（監督小沢茂弘）、1957年（昭和32年）9月23日に公開された『二宮尊徳の少年時代』（監督村山新治）に、本名の坂井 勝利でクレジットされた記録が残っている。同年6月に施行された美容師法によって新設された美容師国家試験を、時期は不明であるが受験して美容師資格を取得しているという。1958年（昭和33年）には、新宿フランス座（新宿ミュージックホール、現在跡地に新宿伊勢丹メンズ館）で三波伸介（1930年 - 1982年）が軽演劇の座長になっているが、三波が同座に在籍するのは1960年（昭和35年）までであり、堺が三波に師事するのはこのころであるという。

### 成人映画の時代
津田一郎は、著書『ザ・ロケーション』で堺に一章を割き、堺の略歴を記しているが、同書によれば、堺は1963年（昭和38年）には独立系の成人映画の世界に関わっている旨の記述がある。その最初に出演した作品は「小森白監督の『女地獄拷問』という」との記述があるが、該当する題名の作品は存在しない。小森白が最初に手がけた成人映画は1964年（昭和39年）10月27日に公開された『日本拷問刑罰史』であるが、堺ないしは坂井のクレジットは見当たらない。記録に残るもっとも古い出演作は、1967年（昭和42年）10月3日に公開された渡辺護の監督作『処女残酷』、あるいは1968年（昭和43年）4月に公開された小森白の監督作『極秘女拷問』である。小田克也は、『日本映画俳優全集・男優編』の堺の項で山本晋也の監督作『女湯三助物語』に主演して以降、「無数のピンク喜劇で活躍」と書く。同作は、1969年（昭和44年）6月に公開されており、同月には『未亡人下宿』の第1作が公開され、いずれにも堺は出演している。
1971年（昭和46年）11月、老舗であり大手五社の一社であった日活が成人映画路線に全面的に舵を切り、「日活ロマンポルノ」（1971年 - 1988年）を開始するが、堺は、同年12月22日に公開された『変態指圧師 色欲の狂宴』（監督梅沢薫）を皮切りに、代々木忠が所属したプリマ企画が製作した作品や、向井寛のユニバースプロモーションが製作した『実録(秘)通勤痴女日記』（監督向井寛、主演四光マリ子、1976年）といった独立プロダクションの下請け作品に出演する、という形で日活配給作品にも出演した。1973年（昭和48年）秋、劇団にんげん座に参加する。野上正義によれば、堺は、野上や松浦康、久保新二、吉田純らとともに山本組（山本晋也監督作の常連役者）であり、国分二郎や武藤周作らは、もっぱら渡辺組（渡辺護監督作の常連役者）であったという。渡辺護は、堺を野上や松浦とともに「腕のいい」役者と評した。小田克也は、堺の代表作として『ドキュメント 痴漢常習犯』（1976年）を挙げた。
ゲイ映画を製作するENKプロモーションで監督に抜擢され、1984年（昭和59年）7月に公開された『若い果実はムイて喰え!』を初監督する。同社で合計3本を監督した。

### ふたたび軽演劇へ
1990年（平成2年）に入って出演数が激減し、同年8月に公開された『痴漢電車 おさえて発車』（監督小林悟）が最後の成人映画への出演作となるが、1992年（平成4年）2月13日に公開された『紅蓮華』（監督渡辺護、主演秋吉久美子）、1998年（平成10年）11月21日に公開された『ちぎれ雲 いつか老人介護』（監督山口巧、主演細川直美）といった一般映画には出演した。それと前後して、劇団にんげん座の年に一回の公演に熱心に参加し始める。2003年（平成15年）1月に始まった両国シアターΧでの浅草をテーマにした軽演劇のシリーズには皆勤し、「軽演劇の至宝」と謳われた。劇団ではそのキャリアが培った「帯の締め方」「舞台での歩き方」「唄の唄い方」等、若い座員への指導が上手で重宝した存在であったという。劇団では「勝ッちゃん」、そのキャラクターから「おっかさん」と呼ばれていた。癌の手術後、認知症のため、飯田一雄が堺を出番から外したため、2010年（平成22年）2月の『ある日の浅草』への出演が最後になった。
2012年（平成24年）12月10日、東京都豊島区西池袋の自宅で病死した。満82歳没。堺を育てたという実姉は、堺の晩年まで埼玉県川口市に住んだが、最晩年の数年間には音信不通になったという。所謂孤独死であり、その死が発見されたのは、同月27日であったという。堺の遺体は無縁仏として処理されたという。久保新二は、その死を石動三六に知らされたのは翌2013年（平成25年）の夏であったといい、これをきっかけに、同年8月25日には「君は『未亡人下宿』を見たか? 名優たちを偲ぶ会」を開催し、野上正義、たこ八郎、吉田純ら、先に亡くなった俳優たちとともに堺の生前を偲んだ。

### 再評価
生前だった2012年3月16日 - 同22日、上野オークラ劇場で行われた「ピンク映画50周年特集第1弾」の特集上映で、出演作『尻の神秘』（監督山本晋也、1974年）が、新東宝映画が所蔵する16mmフィルム版の上映用プリントで上映された。同年8月10日 - 同16日には同館で、出演作『痴漢百年史』（監督山本晋也、1975年）が上映された。2015年（平成27年）1月9日 - 同15日には同館で、出演作『赤塚不二夫のギャグ・ポルノ 気分を出してもう一度』（監督山本晋也、1979年）が上映された。

## フィルモグラフィ
特筆以外すべてのクレジットはすべて「出演」である。東京国立近代美術館フィルムセンター（NFC）等の所蔵状況についても記す。

### 1950年代
- 『吾子と唄わん』 : 製作マキノ光雄、監督野村浩将、原作竹田敏彦、脚本陶山鉄、主演花井蘭子、製作東映東京撮影所、配給東映、1951年7月27日公開 - 「坂井勝利」名義で出演[1]
- 『警視庁物語 魔の最終列車』 : 監督小沢茂弘、主演松本克平、製作東映東京撮影所、配給東映、1956年3月8日公開 - 「坂井勝利」名義で出演・「記者A」役、61分の原版が現存・東映チャンネルで放映[32]
- 『二宮尊徳の少年時代』 :  監督村山新治、主演山本豊三、製作東映教育映画部、配給東映、1957年9月23日公開（映倫番号 20139） - 「坂井勝利」名義で出演・「道仙先生の内弟子」役、48分の上映用プリントをNFCが所蔵[6]・50分の原版が現存・東映チャンネルで放映[33]

### 1960年代
- 『処女残酷』 : 監督渡辺護、主演加山恵子、製作東京興映、配給新東宝興業、1967年10月3日公開（成人映画・映倫番号 15051） - 出演・「大番頭」役[4]、上映用プリントをNFCが所蔵[31]
- 『極秘女拷問』 : 製作・企画清一世、監督小森白、脚本入江拓、主演谷ナオミ、製作東京興映、配給新東宝興業、1968年4月公開（成人映画・映倫番号 15348） - 「堺克郎」名義で出演
- 『痴漢の季節』 : 監督山本晋也、主演谷ナオミ、製作寺坂プロダクション、配給新東宝興業、1968年6月公開（成人映画・映倫番号 15356）[2]
- 『変態処女』 : 監督山本晋也、主演星リナ、製作東京興映、配給新東宝興業、1968年7月公開（成人映画・映倫番号 15435）[4]
- 『色くるい』 : 製作・監督・脚本沢賢介、主演清水世津、製作サワプロダクション、配給葵映画、1968年9月公開（成人映画・映倫番号 15473） - 「坂井勝郎」名義で出演・「蛇」役[4][9]
- 『異常の性 年上の女』 : 製作・企画清一世、監督萩原遼、脚本入江拓、助監督栗原幸治、主演乱孝寿、製作東京興映、配給新東宝興業、1969年4月公開（成人映画・映倫番号 不明）
- 『女湯三助物語』 : 製作・企画清一世、監督山本晋也、製作東京興映、配給新東宝興業、1969年6月公開（成人映画・映倫番号 15878） - 主演[1]
- 『未亡人下宿』 : 製作・企画清一世、監督山本晋也、脚本原良輔、助監督栗原幸治、主演森美千代、製作東京興映、配給新東宝興業、1969年6月公開（成人映画・映倫番号 15916） - 「未亡人下宿」シリーズ第1作
- 『性科相談 完全なる避妊』 : 製作・企画清一世、監督山本晋也、脚本原良輔、助監督栗原幸治、主演桜英美子、製作東京興映、配給新東宝興業、1969年7月公開（成人映画・映倫番号 15965）
- 『初夜の条件』 : 監督・脚本大杉虎、主演美矢かほる、製作東京興映、配給新東宝興業、1969年7月31日審査・公開（成人映画・映倫番号 不明）
- 『桃色秘密ルート』 : 製作・企画清一世、監督橘明、脚本入江拓、主演江島祐子、製作東京興映、配給新東宝興業、1969年10月公開（成人映画・映倫番号 16089）

### 1970年代
- 『女湯・女湯・女湯』 : 製作・企画清一世、監督山本晋也、脚本太田康、主演白川和子、製作東京興映、配給新東宝興業、1970年6月29日審査・公開（成人映画・映倫番号 不明） - 出演、77分の16mmフィルム版上映用プリントが現存
- 『のぞき魔』（『夜の訪問者 のぞき魔』[5]、改題『痴漢変態魔』） : 製作・企画清一世、監督・脚本山本晋也、助監督栗原幸治、主演真湖道代、製作東京興映、配給新東宝興業、1971年11月公開（成人映画・映倫番号 16963） - 出演、『夜の訪問者 のぞき魔』題・65分の上映用プリントをNFCが所蔵[5]
- 『変態指圧師 色欲の狂宴』 : 監督梅沢薫、脚本代々木忠、製作プリマ企画、配給日活、1971年12月22日公開（成人映画・映倫番号 不明） - 出演、72分の原版が現存・2011年アップリンクがDVDビデオグラムを発売[8]
- 『温泉ポルノ痴帯』 : 監督・脚本中川亘、主演青山美沙、製作中川プロダクション、配給日活、1972年1月8日公開（成人映画・映倫番号 不明）
- 『温泉女中うら話』 : 監督栗原秀光、主演杉村久美、製作東京興映、配給新東宝興業、1972年2月公開（成人映画・映倫番号 17042）
- 『脱がせて脱がせて大勝負』 : 製作清一世、監督山本晋也、原作・脚本原良輔、助監督栗原幸治、主演島江利子、製作東京興映、配給新東宝興業、1972年3月公開（成人映画・映倫番号 16706） - 出演、69分の上映用プリントをNFCが所蔵[5]
- 『やり逃げ専科』 : 企画桑原正衛・沢賢介、監督・脚本沢賢介、共演宮下順子、製作関東ムービー配給社、配給OP映画配給、1972年8月公開（成人映画・映倫番号 17290） - 主演・「鈴木正二」役
- 『痴漢365』 : 製作清一世、監督山本晋也、主演真湖道代、製作東京興映、配給新東宝興業、1972年12月公開（成人映画・映倫番号 17481） - 出演、上映用プリントをNFCが所蔵[31]

- 『日本猟奇事件』（改題『谷ナオミ 緊縛』、『日本猟奇人身御供 日本猟奇事件より』） : 企画清一世、監督小森白・山本晋也・堀越善明、脚本西田洋、主演谷ナオミ・宮下順子・大月麗子、製作東京興映、配給新東宝興業、1973年1月公開（成人映画・映倫番号 17489） - 出演、『日本猟奇事件』題・80分/78分の上映用プリントをNFCが所蔵[5]
- 『(秘)女子高校生 課外サークル』 : 企画・監督若松孝二、脚本出口出、製作若松プロダクション、配給東映、1973年2月3日公開（成人映画・映倫番号 17500）
- 『(秘)失神トルコ風呂』 : 企画桑原正衛、監督・脚本沢賢介、主演北見マヤ、製作関東ムービー配給社、配給OP映画配給、1973年3月公開（成人映画・映倫番号 17540）
- 『にっぽんセックスまん遊記』 : 監督秋山駿、主演真湖道代、製作プリマ企画、配給日活、1973年3月14日公開（成人映画・映倫番号 17389）
- 『Y学講座 三人娘の男狩り』 : 企画桑原正衛、監督・脚本沢賢介、主演北見マヤ、製作関東ムービー配給社、配給OP映画配給、1973年5月公開（成人映画・映倫番号 17612）
- 『ある浮気妻の生態』[12][30]（『ある浮気の生態』[6][9]） : 監督・脚本沢賢介、主演花園恵子、製作関東ムービー配給社、配給OP映画配給、1973年7月公開（成人映画・映倫番号 17669）

- 『(秘)追跡レポート 初夜の性態』 : 監督代々木忠、主演丘まひろ、製作プリマ企画、配給日活、1974年1月15日公開（成人映画・映倫番号 17903） - 出演、75分の原版が現存・2011年アップリンクがDVDビデオグラムを発売[8]
- 『日本性風俗史 姦通』 : 製作和泉聖治、監督・脚本木俣堯喬、主演珠瑠美、製作プロダクション鷹、配給ミリオンフィルム、1974年1月公開（成人映画・映倫番号 17886） - 出演、61分の上映用プリントをNFCが所蔵[5]
- 『オカルトSEX』 : 製作渡辺忠、監督・脚本山本晋也、主演野上正義・南ゆき、製作ワタナベプロダクション、配給日活、1974年8月3日公開（成人映画・映倫番号 18101） - 出演・「田中課長(46)」役、67分の原版が現存・にっかつがデジタル配信
- 『女湯百年史』 : 監督・脚本山本晋也、主演東祐里子、製作・配給新東宝興業、1974年8月公開（成人映画・映倫番号 18009）
- 『尻の神秘』（おしりのしんぴ） : 監督山本晋也、主演青葉純、製作・配給新東宝興業、1974年10月公開（成人映画・映倫番号 18113） - 出演、16mmフィルム版の上映用プリントを新東宝映画が所蔵[27]

- 『にっぽんエロばなし』 : 監督稲尾実、主演小杉じゅん、製作・配給新東宝興業、1975年1月公開
- 『痴漢百年史』 : 監督山本晋也、主演桜マミ、製作・配給新東宝興業、1975年1月公開 - 出演、上映用プリントが現存[28]
- 『痴漢電車』（改題『痴漢変態電車』） : 企画・製作吉岡昌和、監督山本晋也、主演月丘恵子、製作・配給新東宝興業、1975年6月公開（成人映画・映倫番号 18398） - 出演、『痴漢変態電車』題の61分の上映用プリントをNFCが所蔵[5]
- 『好奇心夫人』（改題『暴行好奇心夫人』） : 監督東元薫、主演仁科鳩美、製作日本シネマ、配給新東宝映画、1975年7月公開 - 出演、53分・『暴行好奇心夫人』題の上映用プリントをNFCが所蔵[5]
- 『セミドキュメント 続・女体の神秘』 : 監督代々木忠、主演岡田レイナ、製作ワタナベプロダクション、配給日活、1975年7月23日公開（成人映画・映倫番号 18438）
- 『尻軽女のあそこ』 : 監督小林悟、主演津田知世、製作ゴールドプロモーション、1975年8月公開
- 『青いスケバン 濡れた制服』 : 監督中村幻児、主演南ユキ、製作・配給新東宝興業、1975年9月公開
- 『情炎夜這秘話』 : 監督山本晋也、主演谷ナオミ、製作・配給新東宝興業、1975年10月公開
- 『新・未亡人下宿 奥の間貸します』 : 監督山本晋也、主演青葉純、製作ワタナベプロダクション、配給日活、1975年11月1日公開 - 出演・「袋十太夫」役、68分の原版が現存・にっかつがデジタル配信
- 『痴漢地下鉄』（改題『痴漢電車 後ろからさわって』） : 監督・脚本山本晋也、共演久保新二・茜ゆう子、製作・配給新東宝興業、1975年11月公開 - 主演、『痴漢電車 後ろからさわって』題・62分の上映用プリントをNFCが所蔵[5]

- 『新・未亡人下宿 すぐ入れます』 : 監督山本晋也、主演深見ジュン、製作ワタナベプロダクション、配給日活、1976年1月8日公開 - 出演、66分の原版が現存・にっかつがデジタル配信
- 『痴漢と警察』 : 監督岡本愛、共演乱孝寿・小杉じゅん、製作・配給新東宝興業、1976年1月公開 - 主演
- 『ポルノ・レポート 金髪パンマ』 : 監督木俣堯喬、主演珠瑠美、製作プロダクション鷹、配給日活、1976年2月21日公開（成人映画・映倫番号 18611） - 出演、63分の原版が現存・にっかつがデジタル配信
- 『ドキュメント 痴漢常習犯』 : 監督山本晋也、製作ワタナベプロダクション、配給日活、1976年2月21日公開（成人映画・映倫番号 18641）
- 『トルコ乱れ花』 : 製作真湖道代、企画渡辺忠、監督山本晋也、共演泉ユリ、製作ワタナベプロダクション、配給日活、1976年3月6日公開 - 主演
- 『痴漢重役』 : 監督稲尾実、共演久保新二・茜ゆう子、製作・配給新東宝興業、1976年3月公開 - 主演
- 『変態夫婦喧嘩』 : 監督松本千之、主演小沼みどり、製作和光映画、1976年5月15日公開
- 『実録(秘)通勤痴女日記』 : 監督向井寛、主演四光マリ子、製作ユニバースプロモーション、配給日活、1976年7月21日公開 - 出演、63分の原版が現存・にっかつがデジタル配信
- 『(秘)夜這い 後家ころがし』 : 監督代々木忠、主演安田清美、製作ワタナベプロダクション、配給日活、1976年7月31日公開
- 『痴漢連絡船』 : 監督東元薫、共演野上正義・茜ゆう子、製作・配給新東宝興業、1976年7月公開 - 主演
- 『残酷縛絵伝奇』（改題『谷ナオミ 縛り責め』、ビデオ題『残虐の女拷問』） : 製作後藤功一、監督山本晋也、脚本荒井青、主演谷ナオミ、製作・配給新東宝興業、1976年7月公開 - 出演・「前田」役、59分の上映用プリントをNFCが所蔵[5]・64分の原版が現存・『残虐の女拷問』題で新東宝映画がデジタル配信
- 『パパ私やったわ!』 : 監督和泉聖治、主演葵由美、製作・配給ミリオンフィルム、1976年8月24日公開（成人映画・映倫番号 18771） - 出演、62分の原版が現存・2015年アイ・エム・ディがDVDビデオグラムを発売[8]
- 『ドキュメントポルノ 淫蕩主婦』 : 監督代々木忠、主演渚りな、製作ワタナベプロダクション、配給日活、1976年12月8日公開（成人映画・映倫番号 18943）
- 『暴走痴漢車性旅行』 : 監督名和三平、主演長友達也・原悦子、製作・配給大蔵映画、1976年12月26日公開

- 『日本残虐女拷問』（『日本残虐女拷門』、改題『日本女拷問』『緊縛縄地獄』） : 監督山本晋也、脚本中村幻児、助監督原一男、演出助手旦雄二・平川弘喜、主演南ゆき、製作・配給新東宝興業、1977年5月公開（成人映画・映倫番号 19069） - 出演・「長兵衛」役、62分の上映用プリントをNFCが所蔵[5]
- 『痴漢夜行列車』 : 監督山本晋也、共演南ユキ・久保新二、製作・配給新東宝興業、1977年1月公開 - 主演、63分の上映用プリントをNFCが所蔵[5]
- 『蕾を犯す!』 : 監督東元薫、主演国分二郎・仁科鳩美、製作・配給新東宝興業、1977年3月公開
- 『新・未亡人下宿 いろ色教えます』 : 監督山本晋也、脚本中村幻児、主演大原恵子、製作ワタナベプロダクション、配給日活、1977年3月5日公開 - 出演、66分の原版が現存・にっかつがデジタル配信
- 『痴漢身体検査』（改題『不倫教室 いたずら身体検査』） : 監督山本晋也、助監督原一男、主演峰瀬里加、製作・配給新東宝興業、1977年4月公開
- 『新妻ののけぞり』 : 監督渡辺護、脚本門前忍、主演渚りな、製作ワタナベプロダクション、配給日活、1977年7月9日公開
- 『痴漢日本(禁)旅行』 : 監督山本晋也、主演沢タマミ・松浦康、製作・配給新東宝興業、1977年9月公開 - 主演
- 『発情痴帯』 : 監督山本晋也、音楽津島利章、助監督深町秀煕、主演橘雪子、製作東映東京撮影所、配給東映、1977年10月22日公開（成人映画・映倫番号 19204） - 出演、64分の原版が現存・東映チャンネルが放映[34]
- 『東京ネオン痴帯 女性自身でご指導いたします』（『東京ネオン地帯 女性自身でご指導いたします』） : 監督代々木忠、主演渚りな、製作ワタナベプロダクション、配給日活、1977年11月12日公開
- 『セミドキュメント 観光バス濡れ濡れジャック』 : 監督久我剛、主演野上正義・北沢万里子、製作ワタナベプロダクション、配給日活、1977年12月10日公開
- 『駅前不動産 美女も斡旋します』 : 製作渡辺輝男、企画渡辺忠、監督山本晋也、主演野上正義・小杉じゅん、製作ワタナベプロダクション、配給にっかつ、1978年1月7日公開
- 『初のぞき 痴漢の帝王』 : 監督山本晋也、主演野上正義・北乃魔子、製作ユニバースプロモーション、配給ミリオンフィルム、1978年1月公開
- 『にっぽん穴節』 : 監督山本晋也、共演橘雪子・野上正義、製作ユニバースプロモーション、配給東映ニューポルノ、1978年2月公開 - 主演
- 『団地夫人 情痴の夜』 : 監督山本晋也、共演橘雪子・野上正義、製作ユニバースプロモーション、配給東映ニューポルノ、1978年10月公開 - 主演

- 『にっぽんポルノ風土記 津軽姫祭り』 : 企画向井寛城、監督山本晋也、主演東裕里子、製作獅子プロダクション、配給東映セントラルフィルム、1979年1月公開 - 出演・「大平銀次郎」役
- 『残酷ドキュメント タコ部屋売春』 : 企画向井寛城、監督大野裕司、主演ティミー杉本、製作獅子プロダクション、配給東映セントラルフィルム、1979年2月公開
- 『セミドキュメント ぶち込みたい!』 : 監督渡辺護、脚本ガイラチャン、主演日野繭子、製作電映、配給にっかつ、1979年3月3日公開 - 出演、65分の原版が現存・にっかつがデジタル配信
- 『赤塚不二夫のギャグ・ポルノ 気分を出してもう一度』 : 監督山本晋也、原案赤塚不二夫、主演小川亜佐美、製作アイランズコーポレーション、配給にっかつ、1979年3月31日公開 - 出演、上映用プリントが現存[29]
- 『ふるさとポルノ探訪 痴漢夏祭り』 : 企画向井寛城、監督山本晋也、主演野上正義・橘雪子、製作獅子プロダクション、配給東映セントラルフィルム、1979年8月公開
- 『女友達 ダチを犯す』 : 監督左次郎、主演大山潤次・章文栄、製作東活プロダクション、配給松竹、1979年8月公開
- 『好色透明人間 女湯覗き』 : 監督山本晋也、主演朝霧友香、製作太平洋映画社、配給にっかつ、1979年11月10日公開 - 出演・「課長(イソヤ)」役、66分の原版が現存・にっかつがデジタル配信

### 1980年代
- 『激撮!日本の緊縛』 : 監督渡辺護、脚本小水一男、主演日野繭子、製作わたなべプロダクション、配給新東宝興業、1980年2月公開
- 『女高生下宿 熟れどき』 : 監督山本晋也、主演日野繭子、製作現代映像企画、配給にっかつ、1980年5月17日公開
- 『未亡人下宿 あの道この道教えます』 : 監督山本晋也、主演橘雪子、製作現代映像企画、配給にっかつ、1980年8月2日公開
- 『日本の痴漢』 : 監督渡辺護、主演久保新二・朝霧友香、製作渡辺護プロダクション、配給新東宝興業、1980年8月公開
- 『セミドキュメント つぼさぐり』 : 製作真湖道代、監督代々木忠、主演安西エリ、製作ワタナベプロダクション、配給にっかつ、1980年9月20日公開
- 『縄で犯す』（改題『残虐!縄責め』） : 監督渡辺護、脚本小水一男、主演日野繭子、製作渡辺護組、配給新東宝映画、1980年9月公開 - 出演・「吉三郎」役、61分の上映用プリントをNFCが所蔵[5]
- 『痴漢公園 さすり泣き』 : 監督早坂紘、主演浦野あすか、製作青年群像、配給ミリオンフィルム、1980年11月公開 - 主演
- 『未亡人下宿 初濡らし』 : 監督山本晋也、脚本高平哲郎・山田勉、主演橘雪子、製作現代映像企画、配給にっかつ、1980年12月26日公開
- 『好色花でんしゃ』 : 監督渡辺護、原作藤本義一、脚本小水一男・阿部桂一、主演鹿沼えり、製作ピンクリボン賞映画製作実行委員会・現代映像企画、配給にっかつ、1981年6月12日公開 - 出演・「高橋」役、68分の原版が現存・2011年ハピネットがDVDビデオグラムを発売[8]
- 『濡れ肌 刺青を縛る』（『濡れた肌刺青を縛る』） : 監督渡辺護、脚本小水ガイラ、撮影長田勇市、主演花真衣、製作・配給新東宝映画、1982年8月公開 - 出演、『濡れ肌 刺青を縛る』題・60分の上映用プリントをNFCが所蔵[5]
- 『刺青女を縛る 蛇と牡丹』 : 監督渡辺護、脚本小水一男、主演花真衣、製作渡辺ぷろだくしょん、配給新東宝映画、1983年2月公開
- 『竜二』 : 監督川島透、脚本鈴木明夫、主演金子正次、製作PRODUCTION RYUJI、配給東映セントラルフィルム、1983年10月29日公開

- 『下半身症候群』 : 監督中村幻児、脚本吉本昌弘・高原秀和、主演朝吹ケイト、製作雄プロダクション、配給にっかつ、1984年2月3日公開 - 出演・「安斎」役、59分の原版が現存・にっかつがデジタル配信
- 『痴漢電車 ちんちん発車』 : 監督滝田洋二郎、助監督片岡修二、主演竹村祐佳、製作獅子プロダクション、配給新東宝映画、1984年5月公開 - 出演、59分の上映用プリントをNFCが所蔵[5]・68分の原版が現存・2010年インターフィルムがDVDビデオグラムを発売[8]
- 『三次元透視 SEXウルトラアイ』 : 製作・企画・監督吉岡昌和、脚本吉岡昌和・関孝二、主演河井憂樹、製作山陽企業、配給にっかつ、1984年10月20日公開 - 出演・「アナノ院長(産婦人科医)」役、61分の原版が現存・にっかつがデジタル配信
- 『若い果実はムイて喰え!』 : 主演土田明彦・千葉晴仁、製作ENKプロモーション、1984年7月公開 - 監督
- 『男舘に夜叉が居る』 : 主演今泉洋・久須美欽一、製作ENKプロモーション、1984年12月公開 - 監督
- 『君にバラ薔薇』 : 監督松浦康、主演池田明瞳、製作ENKプロモーション、1984年12月公開
- 『主婦売春宅急便』 : 監督三浦伸二、主演野上正義、製作三浦プロダクション、配給ミリオンフィルム、1985年1月公開 - 出演・「坂上一朗」役
- 『ザ・SM 緊縛テクニック』 : 監督三浦伸治、主演KYOKO、製作・配給ミリオンフィルム、1985年5月公開
- 『秘肉なぶり縄』 : 監督・脚本渡辺護、助監督塙幸成、主演山本あゆみ、製作国映、配給新東宝映画、1985年7月公開 - 出演、61分の上映用プリントをNFCが所蔵[5]
- 『肉奴隷 嬲る』 : 監督北沢幸雄、主演萩尾なおみ、製作・配給ミリオンフィルム、1985年9月公開
- 『スージー明日香 緊縛の舞』 : 監督渡辺護、助監督塙幸成、主演スージー明日香、製作ローリング21、配給新東宝映画、1986年2月公開 - 出演、59分の上映用プリントをNFCが所蔵[5]・2007年ミュージアムがDVDビデオグラムを発売
- 『制服監禁暴行』 : 監督福岡芳穂、脚本ガイラチャン、撮影長田勇市、主演秋本ちえみ、製作国映、配給新東宝映画、1986年3月公開 - 出演、60分の上映用プリントをNFCが所蔵[5]
- 『SM・倫子のおもらし』 : 監督・脚本片岡修二、主演早乙女宏美、製作国映、配給新東宝映画、1986年7月公開 - 出演、58分の上映用プリントをNFCが所蔵[5]
- 『HOMOキュラ in ぞろ目を狙え!!』 : 主演久須美欽一、製作ENKプロモーション、1986年公開 - 監督・脚本
- 『刺青・愛・乱舞』 : 監督港雄一、製作ENKプロモーション、1986年公開 - 出演

- 『痴漢覗きは最高』 : 監督小川和久、脚本水谷一二三、主演久須美欽一・渡瀬菜々、製作小川企画プロダクション、配給大蔵映画、1989年4月公開 - 出演、60分の上映用プリントをNFCが所蔵[5]
- 『痴漢電車 奥までうずく』（改題『痴漢電車 もまれっぱなし』） : 監督小林悟、主演東亮子、製作・配給大蔵映画、1989年4月公開 - 出演、59分の上映用プリントをNFCが所蔵[5]
- 『毛剃り魔』（改題『痴漢三昧 交番野郎』） : 監督吉岡昌和、主演風かおる、製作ハリマ企画、配給新東宝映画、1989年10月7日公開 - 出演・「玉金」役、60分の上映用プリントをNFCが所蔵[5]

### 1990年代
- 『バンドマンの生活と意見』 : 監督長嶺高文、主演鼓太郎、製作大映映像・関西テレビ放送、1990年6月4日 - 同8日放映（連続テレビ映画・ドラマダス）
- 『痴漢電車 おさえて発車』 : 監督小林悟、主演明日香ちなみ、製作・配給大蔵映画、1990年8月公開 - 出演、58分の上映用プリントをNFCが所蔵[5]
- 『紅蓮華』 : 監督渡辺護、原作田中うめの、脚本沖島勲・佐伯俊道、主演秋吉久美子、製作三協映画、配給ヒーロー、1992年2月13日公開 - 出演、119分の上映用プリントをNFCが所蔵[5]
- 『ちぎれ雲 いつか老人介護』 : 監督山口巧、主演細川直美、製作あすなろ映画、配給フィルムクレッセント、1998年11月21日公開 - 出演、109分の上映用プリントをNFCが所蔵[5]

## テアトログラフィ
舞台劇、放送劇を含むおもな一覧である。
- 『抱かれた花嫁』 : 作・演出峰丹次、劇団にんげん座、スタジオ錦糸町、1989年6月23日 - 同25日上演 - 出演[35]
- 『浅草爆笑名作コント&異色ひとり芸』 : 作・構成峰丹次、劇団にんげん座、スタジオ錦糸町、1989年7月21日 - 同23日上演 - 出演
- 『介護ショー』 : 劇団にんげん座、池袋サンシャインシティ展示場、1991年2月上演 - 出演
- 『エトロフ遥かなり』 : 作・演出岡崎栄、原作佐々木譲、主演沢口靖子、製作NHK、1993年8月8日 - 同11日放送（連続テレビドラマ・BSオリジナルドラマ） - 出演[36]
- 『ふるさとは遠きにありて』 : 劇団にんげん座、新宿ビブランシアター、1998年11月上演 - 出演
- 『下町B級観光案内 アチャラカ浅草編』 : 劇団にんげん座、両国シアターΧ、2003年1月上演 - 出演
- 『六区純情大通り』 : 作・演出飯田一雄、劇団にんげん座、両国シアターΧ、2004年1月3日 - 同7日上演 - 出演
- 『六区はるあき』 : 作・演出飯田一雄、劇団にんげん座、両国シアターΧ、2005年1月4日 - 同8日上演 - 出演
- 『浅草、あの頃』 : 作・演出飯田一雄、劇団にんげん座、両国シアターΧ、2006年1月10日 - 同15日上演 - 出演
- 『浅草のへーさん』 : 作・演出飯田一雄、劇団にんげん座、両国シアターΧ、2006年1月5日 - 同9日上演 - 出演
- 『常盤座夢譚』 : 作・演出飯田一雄、劇団にんげん座、両国シアターΧ、2009年1月14日 - 同18日上演 - 出演
- 『ある日の浅草』 : 作・演出飯田一雄、劇団にんげん座、両国シアターΧ、2010年2月2日 - 同7日上演 - 出演